# Andrea Dolci
Andrea Dolci (Bergamo, 19 november 1969) is een Italiaans voormalig professioneel wielrenner. Hij reed voor onder meer Lampre en Festina.
Hij werd in 1991 Italiaans kampioen tijdrijden bij de amateurs. Na zijn professionele carrière werd hij ploegleider, bij onder meer Alexia Alluminio.

## Belangrijkste overwinningen
1991
- Italiaans kampioen tijdrijden, Amateurs

1996
- 6e etappe GP Tell

## Grote rondes
Geen